# Heteroclinus flavescens
Heteroclinus flavescens är en fiskart som först beskrevs av Hutton 1872.  Heteroclinus flavescens ingår i släktet Heteroclinus och familjen Clinidae. Inga underarter finns listade i Catalogue of Life.